# Kujavy
Kujavy település Csehországban, Nový Jičín-i járásban. Kujavy Pustějov, Hladké Životice, Fulnek és Bílov településekkel határos. Lakosainak száma 558 fő (2024. január 1.).

## Népesség
A település lakosságának változását az alábbi diagram mutatja:
| Lakosok száma | 831  | 827  | 785  | 602  | 564  | 548  | 573  | 552  | 519  | 558  |
|               | 1869 | 1900 | 1921 | 1961 | 1980 | 2011 | 2016 | 2019 | 2021 | 2024 |